# Goggelgereuth
Goggelgereuth ist ein Gemeindeteil der Gemeinde Kirchlauter im unterfränkischen Landkreis Haßberge in Bayern.

## Geographie
Das Dorf befindet sich in einer Talmulde am südlichen Hang des Tonbergs im südlichen Teil des Naturparks Haßberge. Die Staatsstraße 2274 von Kirchlauter nach Rentweinsdorf führt an dem Ort vorbei. Bamberg befindet sich etwa 20 Kilometer südöstlich von Goggelgereuth.

## Geschichte
Der Ortsname geht eventuell auf den Personennamen Guckilo zurück und bedeutet Zur Rodung des Guckilo. Alternativ könnte auch Godal gemeint sein.
Im Jahr 1373 war die Erstnennung, als Kunz von Rotenhan den Zehnt in „Godalgerüte“ erhielt. 1497 besaß Voit von Rotenhan zwei Höfe in „Gottelnnggerewtt“. Bis Anfang des 16. Jahrhunderts war der Ort meist im Lehnsbesitz derer von Rotenhan. 1503 stellte der Würzburger Bischof Lorenz einen Lehnsbrief für die von Guttenberg, unter anderem über den Hof „Godellgereuth“, aus. In den folgenden Jahrhunderten war die Siedlung in Besitz derer von Guttenberg. Ab 1689/91 galt die Kirchlauterer Zentgerichtsordnung in „Göttelgereuth“ und der Ort gehörte zum Amt Kirchlauter. Nach 1809 kam Goggelgereuth zum Landgericht Gleusdorf.
1862 wurde die Ruralgemeinde Kirchlauter, bestehend aus fünf Orten, dem Hauptort Kirchlauter, den beiden Weilern Goggelgereuth und Weikartslauter sowie den Einöden Hecklesmühle und Winterhof in das neu geschaffene bayerische Bezirksamt Ebern eingegliedert. Goggelgereuth, das zum Landgericht Baunach gehörte, zählte im Jahr 1871 80 Einwohner, die überwiegend katholisch waren und zur 2,0 Kilometer entfernten Pfarrei Kirchlauter gehörten, wo sich auch die katholische Bekenntnisschule befand. 1900 hatte die 647,48 Hektar große Gemeinde 467 Einwohner, von denen 454 Katholiken und 13 Protestanten waren, und 94 Wohngebäude. Goggelgereuth zählte 73 Einwohner und 13 Wohngebäude. 1925 lebten in dem Weiler Goggelgereuth 82 Personen in 13 Wohngebäuden.
1950 hatte das Dorf Goggelgereuth 77 Einwohner und 12 Wohngebäude. Die evangelischen Einwohner gehörten zur 5,0 Kilometer entfernten Pfarrei in Rentweinsdorf. Im Jahr 1970 zählte Goggelgereuth 49 Einwohner und 1987 40 Einwohner sowie 13 Wohngebäude mit 15 Wohnungen.

## Baudenkmäler
In der Bayerischen Denkmalliste sind insgesamt zwei Baudenkmäler in Goggelgereuth aufgeführt.
Die Kapelle mit dem heiligen Konrad von Parzham als Schutzpatron errichteten die Einwohner zwischen 1927 und 1932. Es ist ein Saalbau aus Quaderwerk mit Hausteingliederungen. Das Gotteshaus hat ein Walmdach mit einem Dachreiter mit Glockendach.